# Зорины
 Зорины  — деревня в Кирово-Чепецком районе Кировской области в составе Бурмакинского сельского поселения.

## География
Расположена на расстоянии менее 1 км на восток от северной части села Бурмакино.

## История
Известна с 1662 года как займище Богдашки Печонкина с 1 двором,  в 1764 25 жителей, в 1802 7 дворов. В 1873 здесь (займище Богдана Печенкина или Зорины) дворов 6 и жителей 45, в 1905 (уже деревня) 11 и 52, в 1926 (деревня Зорины или Богдана Печенкина) 14 и 60, в 1950 29 и 65, в 1989 оставалось 3 постоянных жителя. Ныне имеет дачный характер.

## Население
Постоянное население составляло 2 человека (русские 100%) в 2002 году, 0 в 2010.